# Ашик-Кериб
а также другие названия
«Ашик-Кериб» — сказка Михаила Лермонтова, написанная в 1837 году. После смерти писателя была обнаружена среди его бумаг, оставшихся в Петербурге, в 1846 году была опубликована в литературном альманахе Владимира Соллогуба «Вчера и сегодня», под заглавием «Ашик-Кериб. Турецкая сказка». В течение 90 лет рукопись, которой располагал Соллогуб, оставалась неизвестной исследователям, и сказка воспроизводилась во всех изданиях по тексту альманаха «Вчера и сегодня». В 1936 году автограф Лермонтова поступил из частного собрания А. С. Голицыной в Институт мировой литературы имени А. М. Горького, а после был передан в Пушкинский дом Академии наук СССР.

## Сюжет
Живущий в Тифлизе бедняк Ашик-Кериб, играющий на саазе ашик, влюбляется в Магуль-Мегери — дочь богатого турка по имени Аяк-Ага. Из-за своей бедности он не может жениться и поэтому обещает семь лет странствовать по свету и нажить себе богатство. Магуль-Мегери на это соглашается, но говорит, что если в назначенный день Ашик-Кериб не вернётся, она станет женой Куршуд-бека, который давно к ней сватается. При выходе из Тифлиза Ашик-Кериба догоняет и начинает сопровождать Куршуд-бек. Когда Ашик-Кериб снимает одежду, чтобы переплыть реку, Куршуд-бек берёт его одежду и относит к его матери, заявив, что Ашик-Кериб утонул. Мать Ашик-Кериба говорит об этом Магуль-Мегери, но та не верит Куршуд-беку. Тем временем Ашик-Кериб, странствуя, прибывает в Халаф, где становится придворным музыкантом паши, богатеет и начинает забывать, что ему нужно вернуться. Спустя шесть лет его находит купец, посланный Магуль-Мегери. Ашик-Кериб спешит назад. 
Когда до истечения срока остаётся всего три дня, главный герой доходит только до Арзинган горы, что между Арзиньяном и Арзерумом, до Тифлиза остаётся два месяца езды. Однако благодаря помощи святого Георгия он мигом оказывается в родном городе. Чтобы все поверили, что это на самом деле Ашик-Кериб, святой даёт ему из-под копыта коня комок земли, чтобы тот помазал им глаза своей ослепшей семь лет назад матери. Дома мать не узнаёт ,но сестра узнаёт Ашик-Кериба, который представляется ей (матери) как «Рашид» (храбрый). Она (сестра) отдаёт ему провисевший семь лет на стене сааз. Тем временем начинается свадебное торжество Куршуд-бека и Магуль-Мегери, которая готовится покончить с собой. Ашик-Кериб приходит на свадьбу, где тоже остаётся неузнанным. Во время пения его по голосу узнаёт Магуль-Мегери и бросается в его объятия. Брат Куршуд-бека обнажает меч, чтобы убить обоих, но Куршуд-бек останавливает его, покорившись воле судьбы. Кериб исцеляет слепую мать, женится на Магуль-Мегери, а свою сестру с богатым приданым отдает за Куршуд-бека.